# Namida no Regret
A Namida no Regret (涙のリグレット, ’A megbánás könnyei’) a Scandal japán pop-rock együttes hetedik nagykiadós kislemeze (összességében a tizedik), egyben a Temptation Box című stúdióalbumuk harmadik kislemeze. A dalok szövegeit Kondo Hiszasi, a Scandal, Hajama Aidzsi, Kubota Szacsio, Siraisi Szatori és Issiki Szoran írta. A korong a tizennegyedik helyen mutatkozott be az Oricon slágerlistáján a 9304 eladott példánnyal. A lemezből összesen 12 176 példány kelt el Japánban. A Billboard Hot 100 listáján a huszonhetedik, míg a Hot Singles Sales listáján tizenkilencedik helyezést érte el.

## Háttér
A címadó dal hangvétele melankolikusabb, balladaszerűbb lett a rajongók követeléseinek eleget téve. Az együttes azért nem készített korábban hasonló dalt, mivel nem tartották magukat elég érettnek hozzá, viszont a Secret Base (kimi ga kureta mono) koncerteken való előadása bebizonyította számukra, hogy képesek ilyesféle érzelmek megfelelő kifejezésére.
A Namida no Regret a RecoChoku egyik reklámjának betétdala, illetve 32 televíziós műsor nyitó- vagy zárófőcím dala volt, míg a Midnight Television a Loups=Garous animációs film zárófőcím dala volt.

## Számlista
| CD (ESCL-3468) | CD (ESCL-3468)                                                  | CD (ESCL-3468)                          | CD (ESCL-3468)            | CD (ESCL-3468)  | CD (ESCL-3468) | CD (ESCL-3468) | CD (ESCL-3468) | CD (ESCL-3468) | CD (ESCL-3468) |
| #              | Cím                                                             | Dalszöveg                               | Zene                      | Hangszerelő     | Hossz          |                |                |                |                |
| -------------- | --------------------------------------------------------------- | --------------------------------------- | ------------------------- | --------------- | -------------- | -------------- | -------------- | -------------- | -------------- |
| 1.             | Namida no Regret (涙のリグレット)                               | Kondo Hiszasi                           | Vatabe Miki               | Vatabe Miki     | 5:13           |                |                |                |                |
| 2.             | Midnight Television                                             | Scandal, Hajama Aidzsi, Kubota Sazcsio  | Hosi Kacu, Kubota Sazcsio | Hosi Kacu       | 4:10           |                |                |                |                |
| 3.             | Shining Sun                                                     | Scandal, Siraisi Szatori, Issiki Szoran | Tadzsika Juicsi           | Siraisi Szatori | 3:46           |                |                |                |                |
| 4.             | Namida no Regret (Instrumental) (涙のリグレット (Instrumental)) | –                                       | Vatabe Miki               | Vatabe Miki     | 5:11           |                |                |                |                |
| 18:20          |                                                                 |                                         |                           |                 |                |                |                |                |                |